# A la bonne heure

Veld met liberia-koffie, foto KITLV

A la bonne heure was een koffieplantage in het Surinaamse  district Commewijne.  Deze plantage lag aan de Commewijnerivier naast de plantages Zoelen en Geertruidenberg.
Deze plantage, waarvan de geschiedenis relatief onbekend is, werd circa 1745 aangelegd door Abraham Lemmers en opgeheven in 1885. De plantage werd oorspronkelijk  Smaldoek, of in het Surinaams: smaradoekoe genoemd, een naam die vermoedelijk ontstaan is  vanwege haar smallere en langere vorm. 
Volgens de  kaart van Alexander de Lavaux was de echtgenote van Charles Godefroy, van plantage Alkmaar de volgende eigenaar.
De schatrijke Gideon Adriaan Diederik de Graaff werd In 1793 eigenaar van de plantage. Die bezat vier plantages en was administrateur van nog 27 andere plantages. Zijn zus was gehuwd met Pieter van der Werff Pieterz III. De eigenaar van de plantages Dordrecht en Killenstein. Vermoedelijk heeft de Graaff de naam van de plantage veranderd in A la bonne heure.
Daarna werd de plantage eigendom van het fonds Le Chevalier en Portielje, dat ook eigenaar was van de plantages Crommelinsgift, Dordrecht, Fakkershoop, Leliëndaal en La Tourtonne.
Het fonds verkocht de plantage op zijn beurt aan Hendrina Johanna Francke, die er een indigoplantage van maakte. Deze teelt verdween snel door de opkomst van synthetische kleurstoffen. Er waren in 1834 in Suriname nog maar drie plantages die indigo teelden, wat waarschijnlijk de reden was dat Francke in 1834 de helft van de plantages verkocht aan Anthony Wildebroer.
Gijsbert Christiaan Bosch Reitz werd de volgende eigenaar. Hij was ook eigenaar van de plantages Geertruidenberg en Zoelen. De plantage werd door Reitz' zoon Jean Philippe aangepast in een suikerrietplantage. Het suikerriet werd verkocht aan de centraalfabriek van Mariënburg.
Reitz richtte in 1882 samen met de bankier J.G. Sillem en de directie van de Nederlandse Handel-Maatschappij in Amsterdam de NV Landbouw Maatschappij Commewijne op. De aandeelhouders stonden in 1884 al voor de keuze tussen liquidatie of kapitaalsuitbreiding. De maatschappij besloot toen om alle aandelen over te nemen en de exploitatie voor eigen rekening voort te zetten. Een jaar later besloot de aandeelhoudersvergadering om alsnog over te gaan tot ontbinding van de vennootschap.
A la bonne heure · Anna's Zorg · Akkerboom · Alliance · Alkmaar · Andresa · Auka · Andreesgift · Bantaskine · Barbados · Batavia · Beekenhorst · Belladrum · Bellevue · Belwaarde · Beninenburg · Berg en Dal · Bergen op Zoom · Berlijn (Commewijne) · Berlijn (Para) · Bethlehem · Boksweide · Boston · Botany Bay · Boxel · Bronswijk · Brouwerslust · Bruinendaal · Bucklebury · Buitenrust · Burnside · Cadrosspark · Caledonia · Campenburg · Cannewapibo · Catharina Sophia · Clevia  · Cliffort-Kokshoven · Clyde · Concordia · Concordia en een Kwart Lot · Courcabo · De Dageraad · De Goede Vriendschap · De Resolutie · De Vier Hendrikken · Diamond · Dijkveld · Domburg · Dordrecht · Eendragt · Elisabeth's Hoop · Ellen · L'Espérance (Nickerierivier) · L'Espérance (Surinamerivier) · Esthersrust · Fairfield · Fortuin · Flora · Florentia · Frederiksburg · Frederiksdorp · Frederikslust · Geertruidenberg · Geyersvlijt · Glensander · Gloria · Groot Chatillon · Groot Marseille · Guadeloupe · Hague · Hamburg · Hamilton · Hamptoncourt · Hannover · Hazard · Hebron · Hecht en Sterk · Hooyland · Hope · Houttuin · Huntly · Huwelijkszorg · Inverness · Jagtlust · Jodensavanne · Johan & Margaretha · Johanna Catharina · Johanna Maria · Johannesburg · John · Katwijk · Kent · Kerkshoven · Killenstein · Klein Bellevue · Kleinhoop · Krappahoek · Kroonenburg · Kwatta · La Jalousie · La Prosperité · La Rencontre · La Ressource (Saramacca) · La Ressource (Surinamerivier) · La Singularité · Laarwijk · Leasowes · Leliëndaal · Leonsberg · Livorno · Longmay · Lunenburg · Lust en Rust · Lustrijk · Maasstroom · Margarethenburg · Maria Petronella · Mariënbosch · Mariënburg · Margaretha's Gift · Mary's Hope · Meerzorg · Merveille · Moed en Kommer · Mon Bijou · Mon Souci · Mon Trésor · Monnikendam · Mopentibo · Morgenster · Moy · Nieuw Mocha · Nieuwzorg · Nieuwe Aanleg · De Nieuwe Grond · Nijd en Spijt · Novar · Nursery · Nut en Schadelijk · Onoribo · Onverwacht · Oranibo · Ornamibo · Overbrug · Overtoom 
· Oxford · Palestina · Paradise · Persévérance · Petersburg · Picardië · Peperpot · Pieterszorg · Plaisance · Poelwijk · Potosie · Purmerend · Reijnsdorp · Reijnsfort · Rijnberk · Roosenburg · Rorac · Rust en Werk · Rustenburg · Saltzhalen · Sans Souci · Saphir · Sarah · Sardam · Schaapstede · Schoonoord · Sinabo en Gelre · Sint Barbara · Sint Eustatius · Slootwijk · Sorgvliet · Spieringshoek · Standvastigheid · Suidwijn · Suzanna's Daal · Toevlugt (Surinamerivier) · Tout Lui Faut · Toledo · Totness · Tyronne · 't Vertrouwen · Victoria · Vierkinderen · Visserszorg · Voorburg · Voorzorg (Saramacca) · Vossenburg · Vredenburg · Vriendsbeleid en Ouderzorg · Vreeland · Waltonhall · Waldijk · Waterloo · Wederzorg · Welbedacht · Welgelegen (Commewijne) · Welgelegen (Coronie) · Welgevallen · Weltevreden · Wolffs Capoerica · Wolfenbüttel · 't Ylant · Zoelen · Zorg en Hoop (hout) · Zorg en Hoop (indigo) · Zorg en Hoop (katoen) · Zorg en Hoop (suiker)